# Potamocarcinus magnus
Potamocarcinus magnus is een krabbensoort uit de familie van de Pseudothelphusidae. De wetenschappelijke naam van de soort is voor het eerst geldig gepubliceerd in 1896 door Rathbun.